# Trzy pingwiny
Trzy pingwiny (ros. Три пингвина) – radziecki krótkometrażowy film lalkowy z 1961 roku w reżyserii Władimira Danilewicza. Na podstawie wiersza Aleksieja Łaptiewa «Pik, Pak, Pok».